# Gà Sulmtaler
Sulmtaler là một giống gà nội địa của Áo. Nó bắt nguồn từ Sulmtal, thung lũng của sông Sulm, ở phía nam Styria, ở phía đông nam của Áo, và lấy tên từ thung lũng này.

## Lịch sử
Giống như gà Altsteirer, gà Sulmtaler xuất phát từ những con gà nuôi ở Styria, đặc biệt là ở Kainachtal, Lassnitztal, Sulmtal và Saggautal. Trong nửa sau của thế kỷ XIX, chúng phải chịu sự lai giống lớn với nguồn gốc gà Tam Hoàng, Dorking và Houdan nhập khẩu để tạo ra những con gà dày thịt để vỗ béo. Vào khoảng năm 1900, một số nhà sinh học lai tạo đã tập hợp những con gà nhỏ còn lại của loại cũ, và giống gốc đã được tái tạo trở lại.
Đặc biệt quan trọng trong giống gà này là "gà Styria", được xuất khẩu vì kích thước, món ăn và hương vị của thịt gà và được đánh giá cao tại các bếp ăn hoàng gia châu Âu. Trong lễ đăng quang của Napoléon Bonaparte năm 1804, 150 gà trống thiến và 50 con gà thường tại đây đã được lệnh lấy từ Văn phòng bang Styria. Thậm chí ngày nay, Kapaunplatz ở Graz còn có các di tích mà các thương gia mua bán loại gà này, hội "Kapaun-Fratschler", từng sống.

## Đặc điểm
Sulmtaler là giống gà có mục đích kép, nuôi để lấy cả trứng và thịt. Gà trống cân nặng 3–4 kg và gà mái cân nặng 2,5–3,5 kg. Gà mái không phải là gà ấp trứng, và đẻ 130-180 trứng, mỗi quả khoảng 55g trọng lượng mỗi năm.
Gà Sulmtaler được nuôi gần như chỉ có màu vàng lúa mỳ, và đây là màu duy nhất được tiêu chuẩn hóa vào năm 1958. Một giống gà Sulmtaler có màu trắng được tạo ra ở Cộng hòa Dân chủ Đức sau Thế chiến thứ hai.
Các giống gà có màu lúa mỳ đen và lúa mỳ xanh đã được chấp nhận ở Áo vào năm 2013, với màu lúa mì xanh bạc chưa được chấp nhận.